# Ligia dentipes
Ligia dentipes är en kräftdjursart som beskrevs av Gustav Budde-Lund 1885. Ligia dentipes ingår i släktet Ligia och familjen gisselgråsuggor. Inga underarter finns listade i Catalogue of Life.